# Zaiiciînți, Semenivka
Zaiiciînți (în ucraineană Заїчинці) este localitatea de reședință a comunei Zaiiciînți din raionul Semenivka, regiunea Poltava, Ucraina.

## Demografie
Componența lingvistică a localității Zaiiciînți
     Ucraineană (96,52%)
     Rusă (1,9%)
     Alte limbi (0,32%)
Conform recensământului din 2001, majoritatea populației localității Zaiiciînți era vorbitoare de ucraineană (96,52%), existând în minoritate și vorbitori de rusă (1,9%).